# Uziel (înger)
Uziel (Uzziel sau Usiel) este considerat în general un înger căzut, care apare în unele variante în capitolul 3  al Cărții lui Enoh (sau Ouza⁠(d) în altele), într-o variantă a Sefer Raziel HaMalakh⁠(d), în Steganographia lui Johannes Trithemius⁠(d) și în Paradisul pierdut al lui John Milton.
În cabală, Usiel (adică „Puterea lui Dumnezeu”), la fel ca și în Targum Onkeles, este un înger căzut și, prin urmare, este rău; a fost printre cei care s-au căsătorit cu soții umane și au născut uriași. Dintre cei 10 sefiroți nesfinți, Usiel se află pe locul 5. 
Conform Cărții îngerului Raziel, Usiel (Uzziel) este printre cei 7 îngeri dinaintea tronului lui Dumnezeu și printre cei 9 puși peste cele 4 vânturi.